# 河合良一
河合 良一（かわい りょういち、1917年1月18日 - 2008年11月3日）は、日本の経営者。小松製作所社長を務めた。

## 来歴・人物
東京都出身。1939年に東京帝国大学経済学部を卒業。日産自動車、商工省、農林省、通商産業省での勤務を経て、1954年に小松製作所に入社。1955年に取締役に就任し、1958年に常務、1960年に専務、1963年に副社長を経て、1964年に社長に就任。1982年9月に会長に就任し、1995年6月に取締役相談役を経て、1998年6月から相談役を務めた。
日本経営者団体連盟・経済団体連合会各常任理事、経済同友会副代表幹事などを歴任。
1991年4月に勲一等瑞宝章を受章。
2008年11月3日に心不全のために死去。91歳没。